# Stanley Cwiklinski
Stanley Francis Cwiklinski (Nueva Orleans, 25 de julio de 1943) es un deportista estadounidense que compitió en remo.
Participó en los Juegos Olímpicos de Tokio 1964, obteniendo una medalla de oro en la prueba de ocho con timonel. Ganó una medalla de bronce en el Campeonato Europeo de Remo de 1965.

## Palmarés internacional
| Juegos Olímpicos   | Juegos Olímpicos | Juegos Olímpicos  | Juegos Olímpicos |
| Año                | Lugar            | Medalla           | Prueba           |
| ------------------ | ---------------- | ----------------- | ---------------- |
| 1964               | Tokio (Japón)    | Medalla de oro    | Ocho con timonel |
| Campeonato Europeo |                  |                   |                  |
| Año                | Lugar            | Medalla           | Prueba           |
| 1965               | Duisburgo (RFA)  | Medalla de bronce | Ocho con timonel |

1. ↑  En algunas ediciones del Campeonato Europeo se permitió la participación de remeros de otros continentes.